# 김상태의 TBN 정보쇼
김상태의 TBN 정보쇼는 TBN 교통방송에서 주말 오전 10시부터 11시 55분까지 방송되었던 라디오 시사교양 프로그램이다. 2024년 11월 10일 자로 2년만에 폐지되었다.

## 프로그램 소개
- 토요일과 일요일, 오전 10시부터 두시간~ 생활 속에서 꼭 챙겨야 할 다양한 정보를 한 데 모았어요~!

## 요일 코너

### 토요일
- 위클리스포츠 : 기영노 스포츠평론가
- 날씨와 생활 : 정경민 기상캐스터
- 자동차 신기술의 이해 : 나윤석 자동차 칼럼리스트
- 주말여행 : 신미경 여행작가
- 기획코너<실종 가족 찾기> : 백석대학교 이건수 교수
- 금융과 보험 : 김창호 보험경제학 박사

### 일요일
- 한주간의 교통정리
- 첵첵 책 : 장동석 출판평론가
- 문화데이트 : 김헌식 문화평론가
- 공감인터뷰 <인문학 산책> : 인문학 강사 명로진
- 세상만사 해외토픽 : 전주현 외신캐스터